# 北京交通广播
北京交通广播是北京人民广播电台的八个专业台之一，于1993年1月23日创立。收听频率FM103.9兆赫，有线调频95.6兆赫，发射功率10千瓦，全天候播音。北京交通广播主要面向首都广大听众，提供交通方面的专门广播宣传服务，辅之以其他各类节目。

## 历史

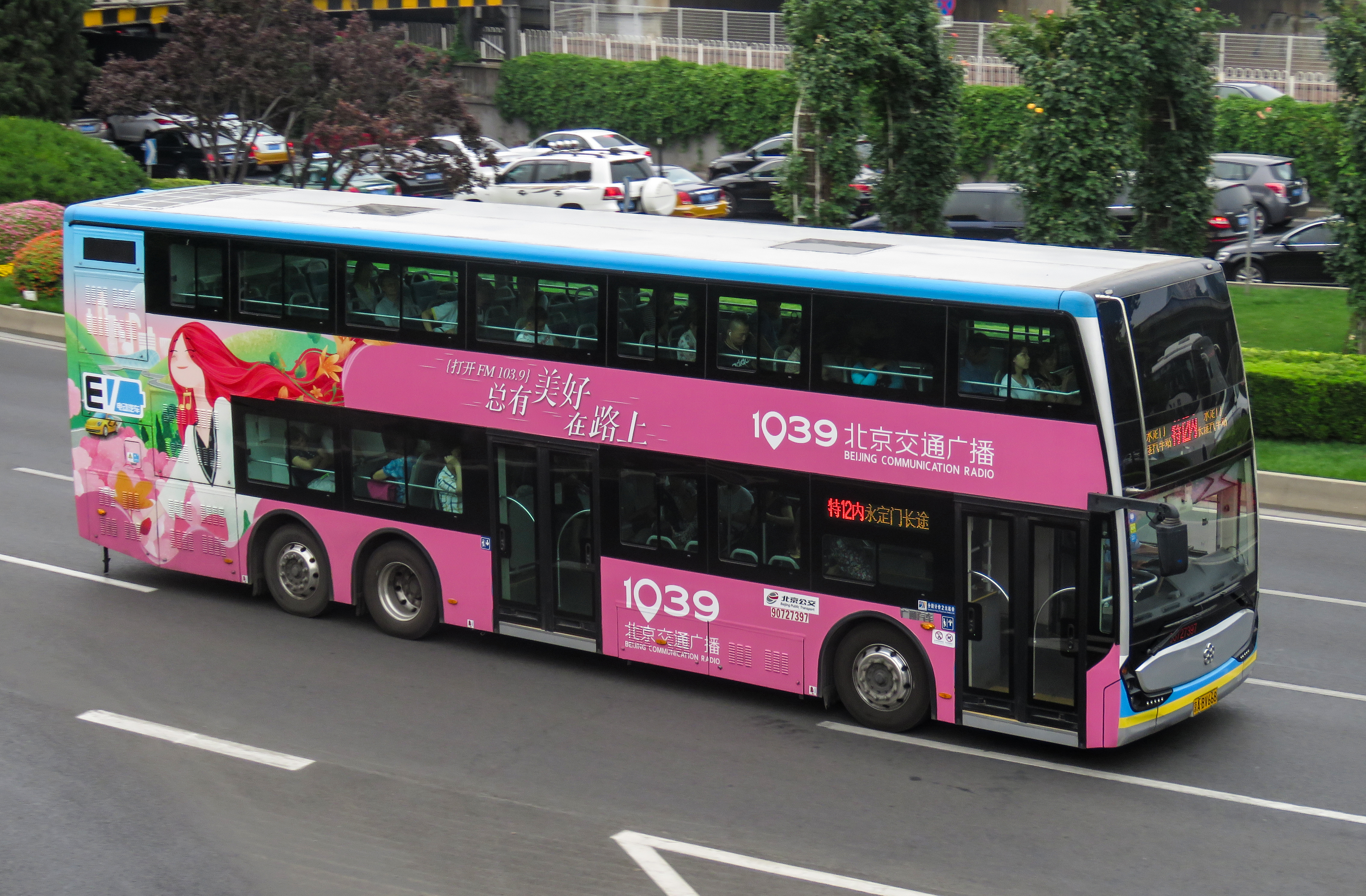
北京交通广播巴士廣告，标有该台2018年4月25日启用的“总有美好在路上”口号

1993年12月18日，由北京人民广播电台主办、北京市公安交通管理局协办的北京交通台开播，当时频率为中波927千赫:333。1999年1月1日，原北京教育台的调频103.9兆赫频率改由北京交通台使用，此后交通台一度采用双频播出，直至该年4月18日中波927千赫交由新开播的北京生活广播:6。
2000年1月1日，北京交通台早晚高峰直播节目《一路畅通》开播，该节目此后成为北京广播市场收听份额最高的节目。2001年11月16日，北京交通台实现24小时播出:9。

## 电台栏目[4]
| 时间        | 周一至周四栏目                  | 周五                            | 周六                            | 周日栏目                        |
| ----------- | ------------------------------- | ------------------------------- | ------------------------------- | ------------------------------- |
| 0:00-1:00   | 《欢乐正前方》（重播）          | 《欢乐正前方》（重播）          | 《欢乐正前方》（重播）          | 《欢乐正前方》（重播）          |
| 1:00-2:00   | 《1039慧旅行》（重播）          | 《1039慧旅行》（重播）          | 《1039慧旅行》（重播）          | 《1039慧旅行》（重播）          |
| 2:00-3:00   | 《行走天下》（原联e会）（重播） | 《行走天下》（原联e会）（重播） | 《行走天下》（原联e会）（重播） | 《行走天下》（原联e会）（重播） |
| 3:00-4:00   | 《拾光聚会》（重播）            | 《拾光聚会》（重播）            | 《拾光聚会》（重播）            | 《拾光聚会》（重播）            |
| 4:00-5:00   | 《蓝调北京》（重播）            | 《蓝调北京》（重播）            | 《蓝调北京》（重播）            | 《蓝调北京》（重播）            |
| 5:00-5:30   | 《1039听见》                    | 《1039听见》                    | 《1039听见》                    | 《1039听见》                    |
| 5:30-6:00   | 《动听天下》                    | 《动听天下》                    | 《动听天下》                    | 《动听天下》（重播）            |
| 6:00-6:30   | 《徐徐道来话北京》              | 《徐徐道来话北京》              | 《徐徐道来话北京》              | 《徐徐道来话北京》              |
| 6:30-7:00   | 《1039新闻早报》                | 《1039新闻早报》                | 《1039新闻早报》                | 《1039新闻早报》                |
| 7:00-7:30   | 《交通新闻》+《问道1039》       | 《交通新闻》+《问道1039》       | 《交通新闻》+《今日交通》       | 《交通新闻》+《今日交通》       |
| 7:30-9:30   | 《一路畅通》（早高峰）          | 《一路畅通》（早高峰）          | 《一路畅通》（早高峰）          | 《一路畅通》（早高峰）          |
| 9:30-10:00  | 《跃动的坐标》                  | 《跃动的坐标》                  | 《跃动的坐标》                  | 《跃动的坐标》                  |
| 10:00-11:00 | 《1039汽车天下》                | 《1039汽车天下》                | 《1039汽车天下》                | 《1039汽车天下》                |
| 11:00-12:00 | 《1039慧旅行》                  | 《1039慧旅行》                  | 《1039慧旅行》                  | 《1039慧旅行》                  |
| 12:00-13:00 | 《欢乐正前方》                  | 《欢乐正前方》                  | 《欢乐正前方》                  | 《欢乐正前方》                  |
| 13:00-13:30 | 《交通新闻》（午间版）          | 《交通新闻》（午间版）          | 《交通新闻》（午间版）          | 《交通新闻》（午间版）          |
| 13:30-15:00 | 《1039服务热线》                | 《1039服务热线》                | 《1039服务热线》                | 《1039服务热线》                |
| 15:00-15:30 | 《动听天下》（重播）            | 《动听天下》（重播）            | 《动听天下》（重播）            | 《动听天下》（重播）            |
| 15:30-16:00 | 《1039听见》（除周二外重播）    | 《1039听见》（除周二外重播）    | 《1039听见》（除周二外重播）    | 《1039听见》（除周二外重播）    |
| 16:00-17:00 | 《行走天下》（原联e会）         | 《行走天下》（原联e会）         | 《行走天下》（原联e会）         | 《行走天下》（原联e会）         |
| 17:00-19:00 | 《一路畅通》（晚高峰）          | 《一路畅通》（晚高峰）          | 《一路畅通》（晚高峰）          | 《一路畅通》（晚高峰）          |
| 19:00-20:00 | 《拾光聚会》                    | 《拾光聚会》                    | 《拾光聚会》                    | 《拾光聚会》                    |
| 20:00-21:00 | 《新闻要知道》                  | 《骑妙之旅》                    | 《骑妙之旅》                    | 《新闻要知道》                  |
| 21:00-21:30 | 《动听天下》（重播）            | 《动听天下》（重播）            | 《动听天下》（重播）            | 《应急先锋》                    |
| 21:30-22:00 | 《跃动的坐标》（重播）          | 《跃动的坐标》（重播）          | 《跃动的坐标》（重播）          | 《应急先锋》                    |
| 22:00-23:00 | 《蓝调北京》                    | 《蓝调北京》                    | 《蓝调北京》                    | 《蓝调北京》                    |
| 23:00-0:00  | 《徐徐道来话北京》（重播）      | 《徐徐道来话北京》（重播）      | 《徐徐道来话北京》（重播）      | 《徐徐道来话北京》（重播）      |

- 每周二0:00—5:30停机检修；
- 《路况信息》7:00—23:00每个整点、半点，高峰时段一刻、三刻播报，交通出行高峰由交管局警官连线播报；
- 《交通天气预报》全天整点播报；
- 《1039听见》由于周二凌晨检修，首播移至15:30-16:00时段。

## 播音人员
固定播音人员有赵楠，顾一菲，孙潇，园园，郭炜，顾峰，杨洋，姚博，吴勇，杨志梅，桑丹，藤兵，牛力，刘甜甜，盛博，MrQ小强，嘉铭，雨沛，璐瑶，春晓和杨晨，分别负责不同栏目的播音工作。

## 电台业绩
从2000年起，北京交通广播广告收入全国广播单频道第一，保持至今。2001年，北京交通广播率先在全国广电系统通过了ISO9001质量管理体系的认证。